# Elias Brentel
Elias Brentel (eigentlich Helias Brentel; * 8. Januar 1567 in Lauingen; † um 11. Oktober 1649 in Bayreuth) war ein Maler in Franken. Er war ein Sohn des Malers Georg Brentel des Älteren sowie ein Bruder der Maler David und Friedrich Brentel.

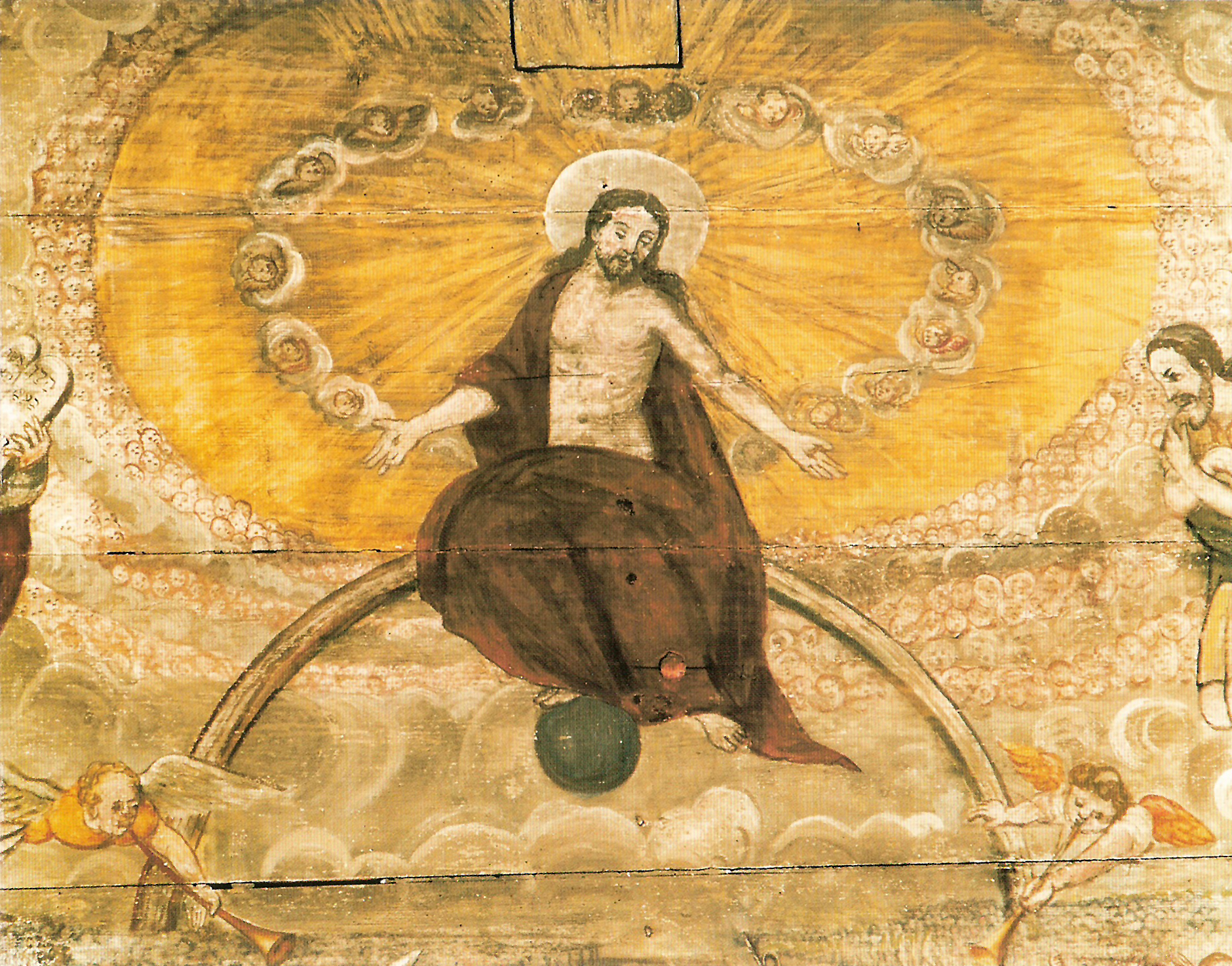
Jesus Christus, Ausschnitt aus dem Chorwand-Gemälde Das Jüngste Gericht in der St. Bartholomäus-Kirche Mistelbach

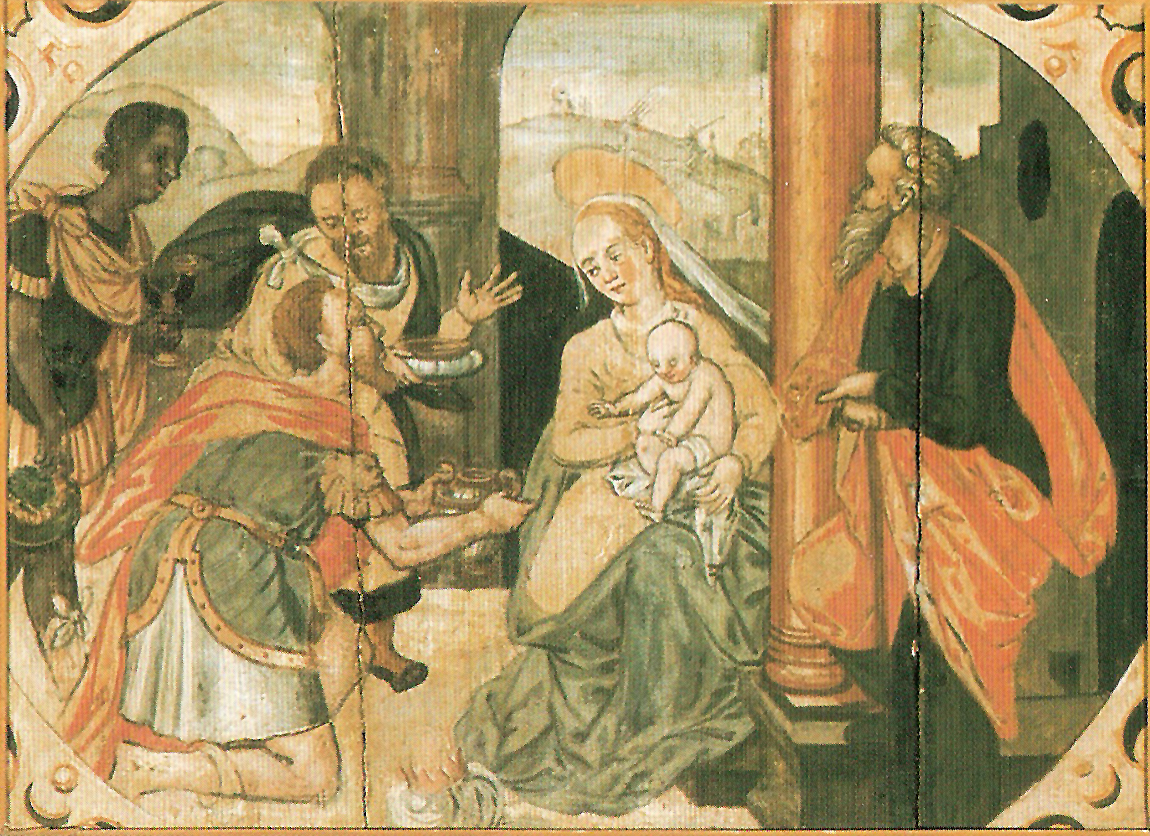
Anbetung der Könige (1. Empore in der Kirche Mistelbach)

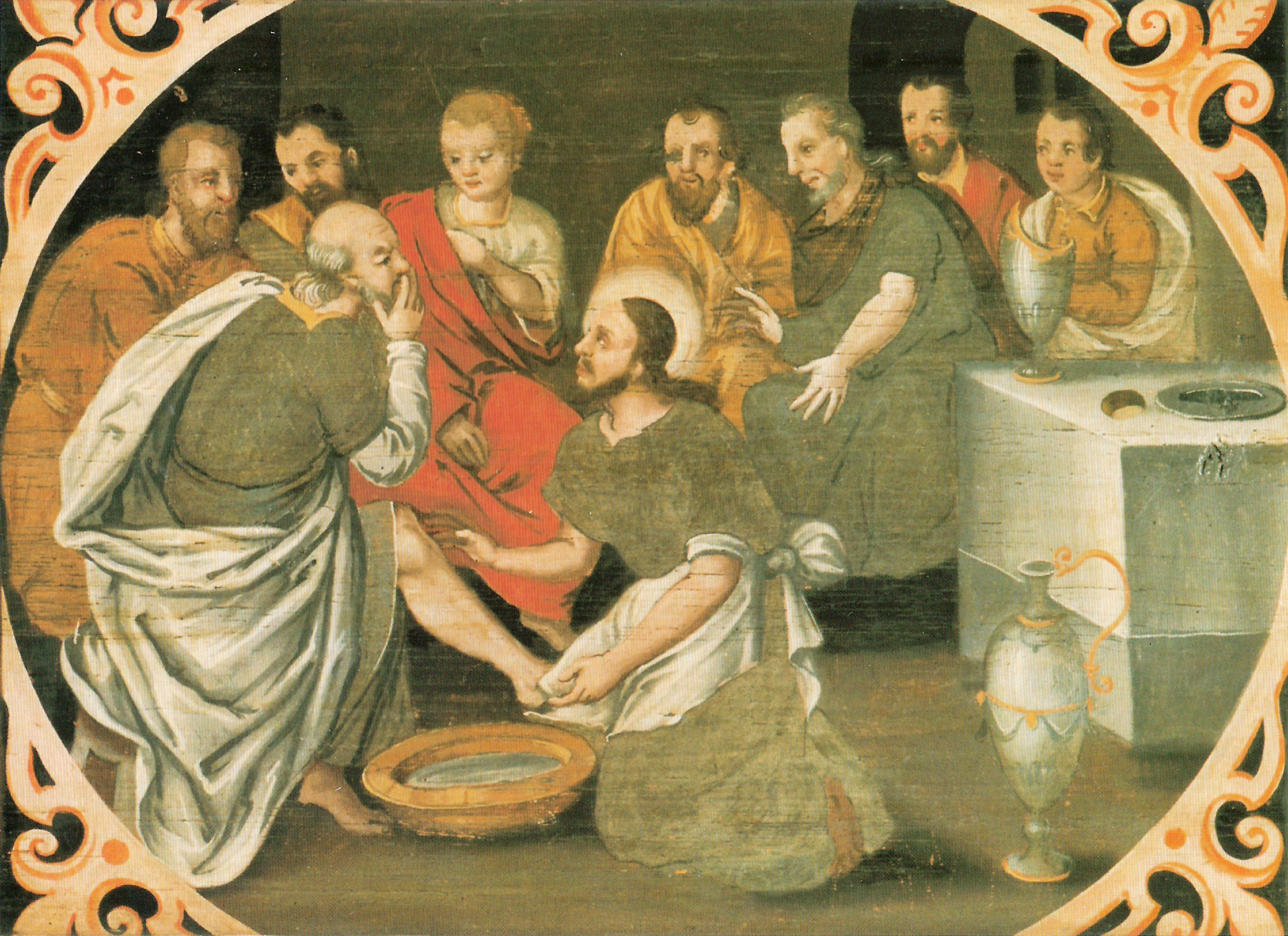
Jesus wäscht Füße den Aposteln (Joh 13, 1–15; 1. Empore in der Kirche Mistelbach)

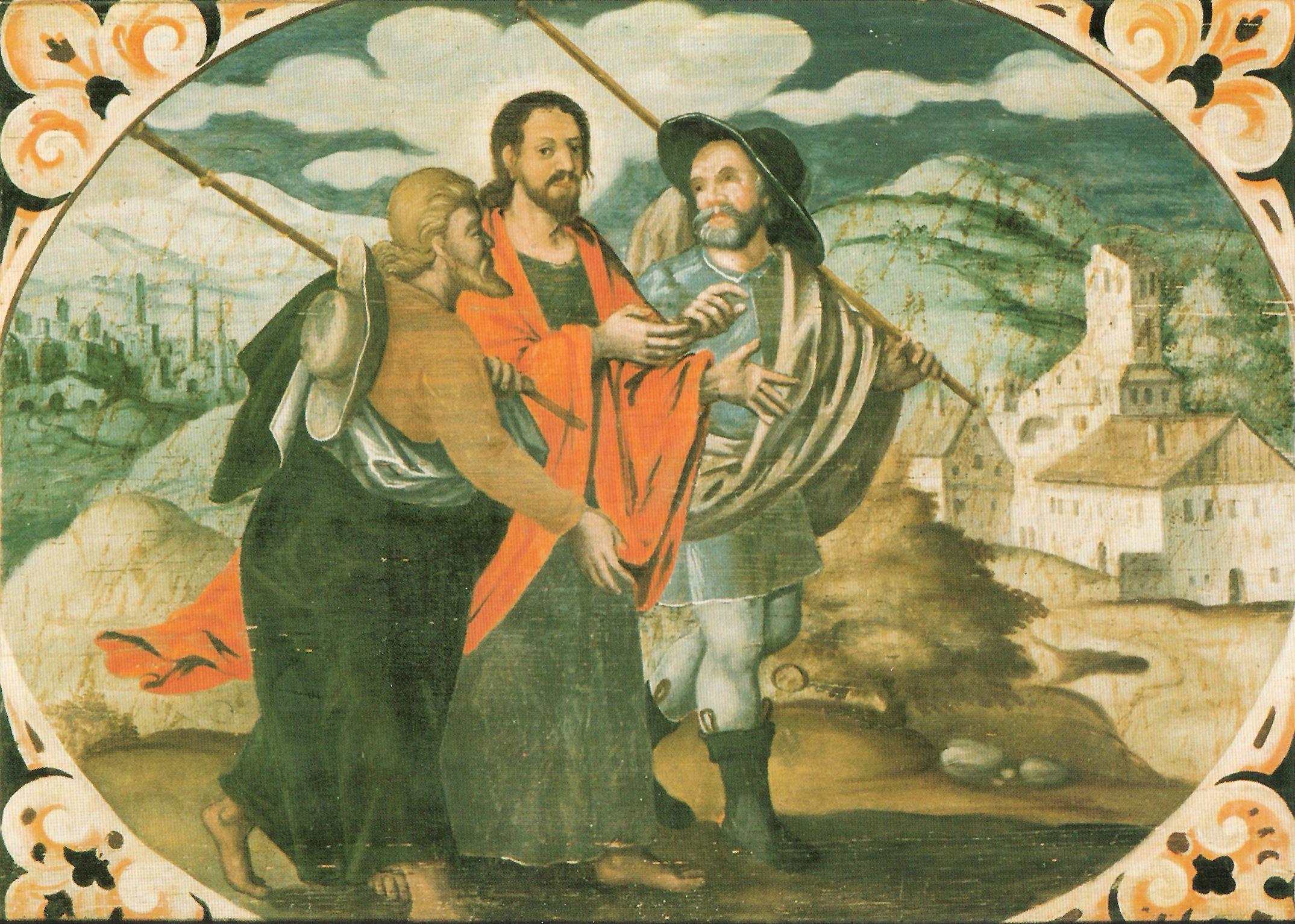
Der auferstandene Jesus erscheint zwei Jüngern bei Emmaus (nach Lk 24,13–27; 1. Empore in der Kirche Mistelbach)

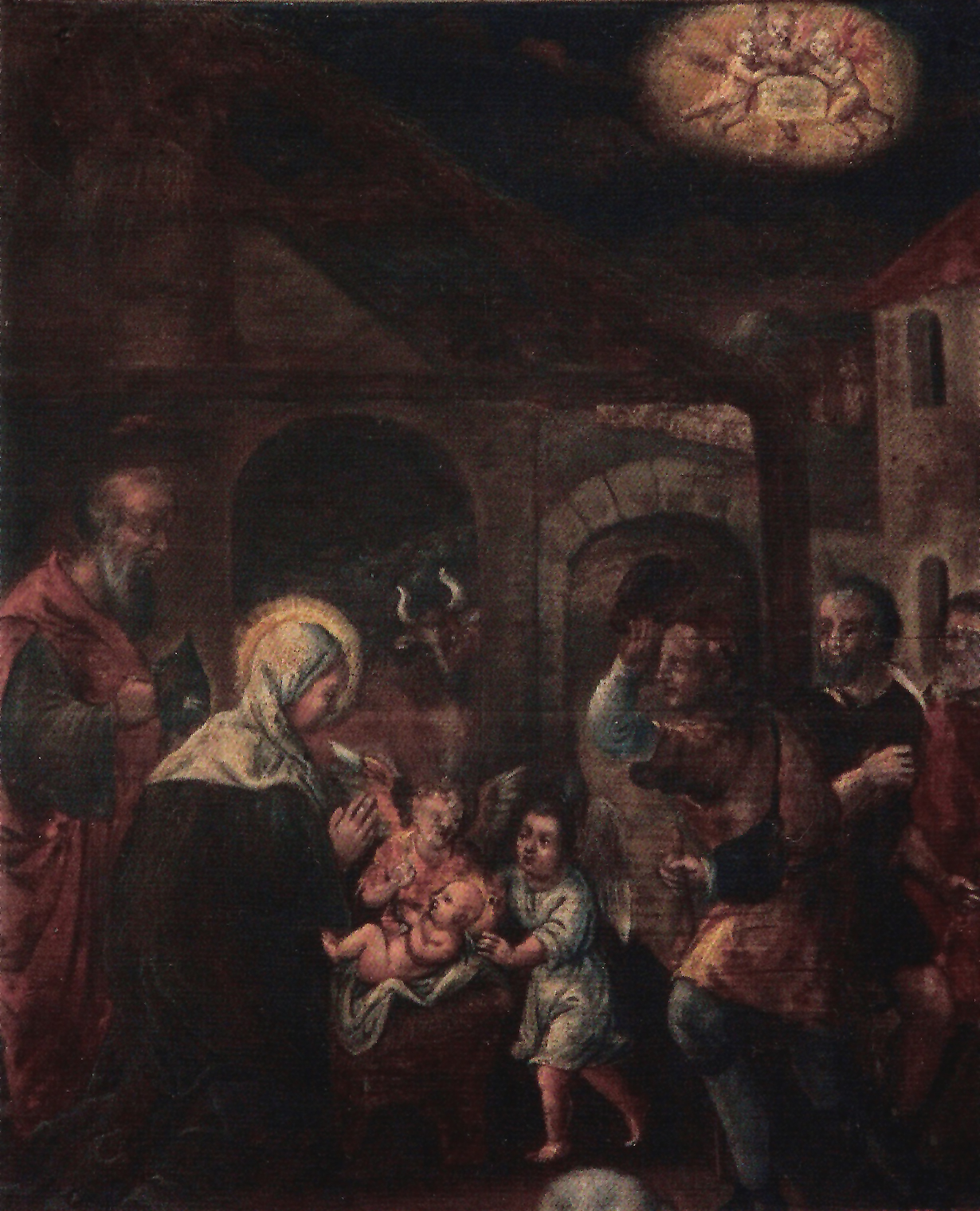
Geburt Jesu (Empore in der Spitalkirche Bayreuth)

## Leben
Elias Brentel war das siebte Kind (zweiter Sohn) aus der Ehe seines Vaters mit dessen erster Ehefrau Barbara. Von dem Vater lernte er das Malerhandwerk. Im Gegensatz zu David verließ Elias Lauingen und ließ sich 1597 in Burglengenfeld nieder. Wahrscheinlich dort heiratete er seine erste Frau Veronica, mit der er mindestens zwei Söhne hatte, die ebenfalls Maler wurden. Seine Tätigkeit in Burglengenfeld wurde bisher noch nicht untersucht. Ab 1622 wohnte er in Bayreuth und hatte den Posten des Stadtmalers inne. Er arbeitete auch für den Markgrafen Christian. Im Februar 1622 malte er für diesen für 13 fl einen Pirschkarren, einen Hirsch- und einen Rehkopf. In Bayreuth starb seine Frau im Alter von 58 Jahren und wurde am 18. April 1624 beerdigt. Am 9. Oktober 1626 heiratete er dort seine zweite Frau Catharina.
Mit seinem Sohn aus erster Ehe, Friedrich, malte er ab 1632 die Kirche St. Bartholomäus in Mistelbach aus. Die Arbeiten umfassten vor allem die Ausschmückung der kurz zuvor errichteten (ersten) Empore an den drei Seiten des Langschiffs. An der Außenseite der Emporenbrüstung wurden insgesamt 25 Gemälde mit Szenen aus den Evangelien geschaffen, die als waagerecht angeordnete Ovale komponiert wurden. Als Vorlage dazu benutzte Brentel kleine (9,6 × 7 cm) Holzschnitte von Jost Amman. An der Chorwand (über dem Chorbogen) wurde ein großes Tafelgemälde Das Jüngste Gericht geschaffen, das die ganze Breite der Wand einnimmt.
Nach Friedrichs frühem Tod 1636 schuf Elias Brentel 1637 die Emporenbilder in der Spitalkirche St. Elisabeth in Bayreuth. Die Bilderreihe schildert nach dem Vorbild der Biblia pauperum die Heilsgeschichte des Neuen Testaments in 30 Bildern, wofür Elias Brentel eine Pfründe im Spital erhielt. Brentel orientierte sich bei den Motiven an den Holzschnitten von Albrecht Dürer aus der Kleinen Passion (1509–1511). Die Bilder entstanden in der ursprünglich gotischen, im Renaissance-Stil umgebauten Kirche und sie wurden in den barocken, klassizistisch anmutenden Neubau (1748–1750) übernommen und integriert. Sie befinden sich an der Außenwand der Brüstung beider Emporen links und rechts des Schiffes. Die erzählte Geschichte beginnt in der Kirche an der linken Empore ganz links mit der Geburt Jesu und endet an der rechten Empore ganz rechts mit Pfingsten. Die Bilderreihe wurde 1749 bei der Übertragung in den neuen Kirchenbau und auch mal später restauriert, sie befindet sich aber heutzutage in einem sehr schlechten Zustand – die Bilder sind vor allem durch Kerzenruß nachgedunkelt.

## Söhne
- Hans Friedrich (* um 1600 in Burglengenfeld (?); † 1634 in Bayreuth (?))
- Friedrich (* um 1606 in Burglengenfeld (?); † 1636 in Bayreuth)

## Erhaltene Arbeiten
- 1632: 25 Gemälde an der ersten Empore und ein großes Gemälde (Das Jüngste Gericht) an der Chorwand in der St.-Bartholomäus-Kirche in Mistelbach
- 1637: 30 Gemälde an der Empore in der Spitalkirche Bayreuth